# Lee Seung-gi
Dans ce nom coréen, le nom de famille, Lee, précède le nom personnel.
Cet article concerne le chanteur sud-coréen. Pour le footballeur sud-coréen, voir Lee Seung-gi.
Lee Seung-gi (Hangeul: 이승기) est un chanteur, acteur et animateur de télévision sud-coréen, né le 13 janvier 1987 à Séoul. Connu comme le « prince de la ballade », son succès en tant que chanteur, acteur et présentateur lui a valu le titre d'artiste à "triple menaces". Il l'a d'ailleurs prouvé en 2021 en remportant des récompenses dans les trois catégories.
Il est entré la première fois dans la liste des célébrités fortes coréennes de Forbes en 2010 à la septième place, puis quatrième en 2011 et sixième en 2012 et 2015.

## Biographie

### Éducation
Lee Seung-gi a été élu deux fois président de son école, au collège et au lycée. Il est diplômé de l'université de Dongguk et a obtenu son diplôme en "échange et commerce international" le 20 février 2009. Il a ensuite continué ses études pour obtenir deux masters, en "Théorie des échanges" et en "Finance et contenu culturel" à l'université de Dongguk .

### Carrière

#### En tant que chanteur
Repéré par la chanteuse Lee Sun Hee, Lee Seung-gi s'est entraîné pendant deux ans avant de commencer sa carrière le 5 juin 2004 à l'âge de dix-sept ans. Because You're My Girl, le premier single de son premier album The Dream of a Moth, devient une ballade populaire en Corée du Sud, lui attirant la sympathie de nombreuses femmes d'âge mur. Grâce à cette chanson, il gagne le prix de la "Meilleure révélation" dans différentes cérémonies comme les Mnet Asian Music Awards ou les Seoul Music Awards. En 2007, il remporte également le prix du "Meilleur artiste masculin" aux Mnet Asian Music Awards grâce à la chanson White Lie issue de son troisième album Story Of Separation.
En 2009, il sort un nouveau single digital, Will You Marry Me qui devient un tube en Corée du Sud, bien qu'il n'y ait aucune promotion officiel pour celui-ci. Grâce à cette chanson, il remporte le prix "Digital Single Bonsang" à la vingt-quatrième édition des Golden Disk Awards. En 2010, il enregistre une version en duo de sa chanson de 2007 Smile Boy avec la patineuse artistique Kim Yuna, qui devient la chanson officielle de la Coupe du monde de football 2010 en Corée du Sud,. Il reçoit également le prix "Digital Single Bonsang" pour la seconde fois consécutive lors de la 25e édition des Golden Disk Awards avec sa chanson Love Taught Me To Drink même si elle n'a pas été l'objet d'une promotion active.
Le 6 mars 2012, il fait officiellement ses débuts au Japon en sortant son premier album japonais Time for Love (qui est également traduit en Alone in Love, Generation of Love, et Era of Love), ainsi qu'un single du même nom qui se classe directement en première position du Oricon Daily Chart. Pour cet album, il tient un concert au Nippon Budōkan à Tokyo le 1er juin 2012, soit trois mois après ses débuts et devient alors le chanteur ayant tenu un concert à cet endroit le plus rapidement après ses débuts.
Le 22 novembre 2012, il sort un mini-album numéroté 5.5 sous le titre de 숲 ou Forest. La chanson principale, 되돌리다 (Return) se classe numéro un des hit-parades, comme le Instiz, le Gaon Chart et le Korea K-Pop Hot 100 pendant des semaines, et devient la chanson resté le plus longtemps en première position dans ce dernier avec six semaines consécutives de présence,. Elle se classe également numéro un du mois de décembre au Gaon Chart.
Le 10 juin 2015, il fait son retour, après un hiatus de deux ans et sept mois, avec son sixième album,.
Le 21 janvier 2016, son agence Hook Entertainment annonce son enrôlement pour le 1er février au service militaire. Comme cadeau pour ses fans, il sort une chanson à minuit, appelé "Je vais à l'armée[évasif]". Le 3 mars 2016, il sort la chanson "rencontre quelqu'un comme moi[évasif]". Ce single est la dernière chanson enregistrée avant son enrôlement. Elle a été produite par Psy.
En 2020, après près de cinq ans d'absence, il fait son grand retour sur la scène musicale. Il sort la chanson The Ordinary man, écrite par Yoon Jong-shin, le 15 novembre. Son septième album nommé The Project est sorti le 10 décembre et contient au total neuf chansons (quatre originales et cinq remasterisées de ses anciens albums) . La sortie de son nouvel album est l'occasion pour lui d'apparaître sur les chaînes YouTube de deux célèbres artistes. Il est tout d'abord invité sur la chaine de la chanteuse et actrice IU dans l'épisode 3 de son émission "IU's palette". Ensuite, et plus inattendu, il apparait début 2021 sur la chaine de l'acteur Lee Min-Ho dans une série de 5 vidéos (dont une vidéo bonus) avec pour finalité le tournage d'un clip où Lee Seung-gi chante en live sa chanson, "The Dreamers Dream" extrait de son dernier album .
En 2021, Lee Seung-gi collabore à nouveau avec Yoon Jong-shin sur le titre "Slow Starter" sorti le 21 Octobre 2021.
Le 1 juillet 2022, Lee Seung-gi sort sur sa chaine youtube 'HUMANMADE" une musique en collaboration avec Captain Planet appelé 잊지마, 기억해, 늦지마 (Don’t Forget, Remember, Don’t Be Late)

#### En tant qu'acteur
En 2005, Lee Seung-gi fait ses premières apparitions en tant qu'acteur dans la sitcom Nonstop 5 de la MBC. Mais il ne fait ses débuts d'acteur qu'en 2006 dans le drama The Infamous Chil Sister de KBS.
En 2008, il se voit offrir le rôle principal dans le drama historique The Return of Iljimae diffusé sur la MBC, mais est forcé de refuser à cause de son emploi du temps chargé.
En 2009, il est membre du casting du drama Brilliant Legacy diffusé le week-end sur la SBS. Il y tient le rôle masculin principal de Sun-woo Hwan, et partage l'affiche avec les actrices Han Hyo-joo et Moon Chae-won. Le drama décroche durant une dizaine de semaines de très bons scores en termes de part d'audiences, et se termines le 26 juillet lors du 28e épisode qui atteint 47,1% de parts d'audiences. Cet énorme succès améliore grandement la popularité de Lee Seung-gi à la fois en Corée du Sud et à l'international. Il obtient également grâce à ce rôles les prix d'Interprétation masculine dans un drama, de Top 10 Stars, ainsi que le prix du Meilleur couple avec Han Hyo-joo en 2009 aux SBS Drama Awards.
En 2010, sa performance dans le drama My Girlfriend is a Gumiho, diffusé le mercredi et le jeudi soir sur la SBS, lui permet d'obtenir son second prix d'Interprétation masculine dans un drama, de Top 10 Stars et de Meilleur couple avec Shin Min-a, l'actrice principale du drama, aux SBS Drama Awards.
En 2012, il tourne dans le drama The King 2 Hearts avec Ha Ji-won et diffusé le mercredi et le jeudi soir sur la MBC.
En octobre 2012, son agence annonce sa participation en tant que personnage principal avec Bae Suzy dans le drama historico-fantastique Gu Family Book (구가의 서), qui est diffusé à partir d'avril 2013 sur la MBC,.
En 2014, il a le rôle principal dans le drama policier You're all Surrounded.
En 2015, il fait ses débuts au cinéma avec une comédie romantique Love forecast avec Moon Chae-won.
En 2017, il tourne dans le drama A Korean Odyssey. Il retrouve l'acteur Cha Seung-won avec qui il avait tourné le drama You're all Surrounded trois ans auparavant.
En 2018, le film The Princess and the Matchmaker sort dans les salles de cinéma. Ce film avait été tourné avant son service militaire.
En 2019, dans le drama d'action Vagabond, il devient Cha Dalgeon, un cascadeur qui cherche à tout prix à savoir ce qui se cache derrière l'accident d'un avion où se trouvait son neveu. A l'occasion de cette série, il retrouve l'actrice Bae Suzy.
En 2021, dans le thriller Mouse, il joue le rôle d'un policier de quartier, Jeong Bareum, dont la vie change complètement après un sérieux incident lié aux nombreux meurtres perpétrés par un psychopathe. Le premier épisode, d'une série qui en comporte vingt, a été diffusé le 3 mars 2021 sur la chaine tvN. Pour ce rôle, Lee Seung-gi a avoué avoir pris des cours pour interpréter au mieux son personnage qui diffère complètement de ses rôles précédents . La série a d'ailleurs été nommée dans la catégorie Panorama international au Festival Séries Mania 2021. Le 2 décembre 2021, lors de la cérémonie des Asia Artist Awards, il reçoit le Grand Prix (Daesang) dans la catégorie Acteur de l'année dans une série TV .
Le 24 janvier 2022, il a été confirmé que Lee Seung-gi apparaitra dans le drama The Law Cafe (en) produit par la chaîne KBS. Il retrouvera l'actrice Lee Se-young avec qui il avait déjà joué en 2017 dans A Korean Odyssey.

#### En tant que présentateur et animateur d'émissions de divertissements
De novembre 2007 à février 2012, Lee Seung-gi est un membre permanent de la première saison de 2 Days & 1 Night (en), une partie du programme d'émissions de variété du week-end Happy Sunday sur la chaine SBS. Connu par son surnom "Heodang", son apparition dans l'émission l'a rendu très populaire en Corée. Il reçoit d'ailleurs en 2008 le prix de "Best Popularity" au KBS Entertainment Awards. Grâce à l'émission 2 Days & 1 Night (en), il remporte d'autres récompenses au KBS Entertainment Awards. En 2010, il gagne le prix "Top Excellence Host" et en 2011, le prix "Daesang" (la plus prestigieuse des récompenses) avec les autres membres de la première saison.
En octobre 2009, il fait ses débuts en tant que présentateur avec Kang Ho-dong (en) dans l'émission Strong Heart (en). L'émission est diffusée le jeudi soir sur la chaîne SBS. Il animera l'émission jusqu'en avril 2012. Il gagne plusieurs prix pour son travail dans cette émission notamment des prix de popularité.
En 2013, il retrouve le producteur-directeur Na Young-seok (en) de la première saison de  2 Days & 1 Night (en), dans l'émission "Sisters Over Flowers (en)". Dans ce spin-off de Grandpas Over Flowers (en), Lee Seung-gi part à la découverte de la Turquie et de la Croatie avec à sa charge quatre célèbres actrices Coréennes toutes bien plus âgées que lui (Lee Mi-yeon, 42 ans ; Kim Hee-ae, 46 ans ; Kim Ja-ok, 62 ans et Youn Yuh-jung, 66 ans lors de la diffusion).
En 2015, il se réunit à nouveau avec Na Young-seok (en) et trois des membres de la première saison de 2 Days & 1 Night (en) (Kang Ho-dong, Lee Soo-geun, Eun Jiwon) dans l'émission de voyage-réalité New Journey to the West (en) (NJTW). La première saison est tournée à Xi'an en Chine et diffusée dans un premier temps uniquement sur internet. Lee Seung-gi ne participera qu'à la première saison de NJTW puisqu'il part ensuite effectuer son service militaire en février 2016.
Fin 2017, à la fin de son service militaire, il est tout de suite choisi pour faire partie de l'émission de variété Master in the House (en) diffusée tous les dimanche sur la chaine SBS. Dans cette émission, Lee Seung-gi et trois autres membres partent à la rencontre de personnalités réputées de divers domaines ou professions (chanteurs, acteurs, sportifs, PDG etc.). Ils passent deux jours et une nuit avec les "Maîtres" pour en apprendre plus sur leur quotidien. Pour cette émission, il reçoit le Daesang (Grand Prix) lors de la douzième édition des SBS Entertainment Awards (en), faisant de lui le plus jeune dans l'histoire à gagner cette récompense.
En novembre 2019, il rejoint le casting de la deuxième saison de l'émission de jeu/enquête Busted! diffusée sur Netflix. Il est également de retour dans la dernière saison diffusée le 22 janvier 2021. Même année, il tourne pour SBS l'émission Little Forest (TV series) (en) qui réunit quatre célébrités dans la fondation d’une crèche où les enfants peuvent jouer et profiter de la nature. Dans le cadre de cette émission, Lee Seung-gi a passé un certificat de conseil en psychologie de l'enfant.
En 2020, il est présent dans quatre nouvelles émissions. De janvier à mars, il participe avec dix autres célébrités à l'émission Friday Joy Package sous la direction de Na Young-seok. L'émission est découpée en six séquences de 15 min mélangeant sports, science, art, voyage, cuisine et main d'œuvre. Chaque séquence est animée par une ou plusieurs célébrités. Il s'est occupé seul de la séquence "main-d'œuvre". En juin, Netflix diffuse l'émission de voyage-réalité Twogether (en). Dans cette émission, Lee Seung-gi et l'acteur Taiwanais Jasper Liu (en) voyagent ensemble à travers six villes d'Asie (Yogyakarta et Bali en Indonésie, Bangkok et Chiang Mai en Thaïlande et Pokhara et Katmandu au Népal). Pendant leur voyage, ils doivent accomplir diverses missions afin d'obtenir des indices pour rencontrer leurs fans. Ce sont d'ailleurs les fans qui ont recommandé les lieux qu'ils ont visité pendant leur voyage. De juillet à septembre, il anime avec l'acteur et chanteur Cha Tae-hyun l'émission Hometown Flex (en). À l'occasion de cette émission il retrouve le temps de deux épisodes, sa partenaire du drama Brilliant Legacy, l'actrice Han Hyo-joo. Tournée et diffusée pendant la pandémie de Covid-19, l'émission a dû s'arrêter plus tôt que prévu. En novembre, il est le présentateur de l'émission d'audition 'Sing Again' diffusée sur la chaine JTBC et qui s'est terminée par une émission en direct le 8 février 2021. Il a reçu de nombreux compliments notamment pour sa capacité à montrer de l'empathie envers les candidats et à retransmettre ce qu'ils vivaient au public et aux juges. Devant le succès de l'émission, une saison 2 est prévue courant décembre 2021, toujours présentée par Lee Seung-gi .
En 2021, il apparaît aux côtés de Yoo Hyun-Ju, Lee Kyung Kyu et Lee Seung Yeop dans une nouvelle émission de divertissement ayant pour thème le golf, Team Up 072 (en) . Le premier épisode est diffusé le 16 juillet 2021 sur la chaine SBS. La même année, il rejoint les derniers épisodes de l'émission d'audition LOUD (en) en tant que "Super Agent". Dans cette émission, il donne des conseils aux jeunes talents et présente en direct les quatre derniers épisodes. Par ailleurs, depuis le 20 novembre 2021 il participe avec Kim Hee-chul, Jo Bo-ah, Park Na-rae, Eun Ji-won et Kai (du groupe EXO) à une nouvelle production de Netflix appelé New World (South Korean series) (en),,. Le 13 mai 2021, à l'occasion de la cérémonie des 57ème Baeksang Arts Awards, il reçoit la récompense de "Meilleur performeur de variété" dans la catégorie TV. Ce prix vient récompenser son travail dans Master in the House (en), Busted! (saison 3) et Sing Again (saison 1).
Pour le début de l'année 2022, SBS annonce une nouvelle émission présentée par Lee Seung-gi en collaboration avec le Dr. Oh Eun Young (Psychiatre),.
En plus de ses activités d'animateur, il est également souvent sollicité pour présenter des cérémonies de remise de prix. En décembre 2020, il présente au côté de Shin Dong Yup et de Cha Eun Woo la 14ème cérémonie des SBS Entertainment Awards. Cérémonie qu'il présente à nouveau en 2021, cette fois-ci au côté de l'humoriste Jang Do-yeon et de l'actrice Han Hye Jin . Par ailleurs, il présente pour la cinquième année consécutive, les Golden Disc Awards en Janvier 2022.

### Un employé esclave
Le 21 Novembre 2022 Dispatch spécialisé dans la divulgation d'informations sur les célébrités en Corée  publie un article qui expose que son agence actuelle 후크엔터테인먼트 (Hook-entertainment) ne lui aurait jamais versé le moindre centime depuis le début de sa carrière musicale en 2004 malgré ses revenus total estimés à plusieurs millions d'euros. A la sortie de l'article la Corée entière réagit choqué que l'une des plus grandes célébrités du pays puisse être traitée de la sorte. Dans les jours suivants Dispatch va continuer à publier des articles sur l'affaire.
On découvre initialement que la PDG de Hook-entertainment dévalorisait Lee Seung-gi en lui laissant croire que ses chansons ne généraient aucun profit en lui disant que personne ne voulait acheter un album d'un mauvais chanteur. Certaines menaces de mort ont également été enregistrées à l'encontre de Lee Seung-gi et de son manager.
On apprendra que la mentor de Lee Seung gi, 이선희(Lee Sun Hee) est aussi directement lié à ça, en prenant une part des revenus qui étaient destinés à Lee Seung gi. Il sera révélé plus tard que sa participation est plus profonde et sera appelé plusieurs fois par la police.
Certains registres de la société, où étaient inscrits les revenus de certains albums de Lee Seung Gi, ont aussi disparu de la société lorsque la police est intervenue.
Lee Seung-gi réalisant sa position a réunis pendant presque un an un maximum de preuves en vue d'une éventuelle action en justice, chose que son équipe annoncera le 22 décembre 2022.
Par la suite, on découvrira que d'autres personnes au sein de l'entreprise ont également été victimes de Hook comme l'actrice Park Min-young ou alors l'acteur Lee Seo-jin (en) 
L'affaire touchera même la sphère politique. À la suite de cette affaire, plusieurs lois avec le surnom de « Loi sur la prévention des situations de Lee Seung-gi » visant à protéger les plus jeunes artistes de leurs agences sont mises en vigueur par le ministre de la culture, sport et tourisme pour préserver leurs droits humains.

#### YouTube
Lee Seung-gi lance sa chaine YouTube le 25 février 2022 sous le nom "이승기 x HUMANMADE". Des vidéos y sont postées tous les vendredi sous deux types de concepts : "Human Table" et "Table Concert".
Dans la saison 1 de "Human Table" composé de dix épisodes, Lee Seung-gi nous fait découvrir sa passion pour le barbecue Coréen au côté du Chef Yoo Yong-wook. Des célébrités et proches de Lee Seung-gi sont invités à partager leur table. Parmi les invités de la première saison, nous retrouvons dans l'ordre, le chanteur-auteur-compositeur Yoon Jong-shin (épisode 5), ses collègues de l'émission 'Master in the House' Kim Dong-Hyun et Yang Se-hyung (épisode 6), l'un de ses coachs vocal 노영채 et la chanteuse Cheon Dan-bi (épisode 7), la parolière Kim Eana (épisode 8), le PDG de la société 'Trevari' Yoon Soo-Young et son ami 홍진채 (épisode 9) et l'actrice et amie de longue date Han Hyo-joo (épisode 10).
Dans "Table Concert", Lee Seung-gi reprend des chansons en version acoustique de son répertoire ou des reprises de chansons internationales ou des classiques de la chanson Coréenne.

### Vie personnelle
En janvier 2014, il a été révélé que Lee Seung-gi fréquentait Yoona du groupe féminin Girls' Generation depuis septembre 2013. Le 13 aout 2015, leurs deux agences ont confirmé qu'ils avaient mis fin à leur relation en raison de leurs emplois du temps chargés mais restaient amis.
Le 24 mai 2021, Lee seung gi confirme sa relation avec l'actrice Lee Da In; ils se marient le 7 avril 2023 à Séoul.
Le 6 Février 2024, Lee seung gi annonce via son agence que sa femme Lee Da In a accouché d'une petite fille dans l'après midi du 5 février 2024.

## Dans les médias
Lee Seung-gi est connu pour son image parfaite et positive, ce qui lui a valu le surnom de "Nation's Um Chin-dal" ce qui se traduirait par "le fils de l'amie de ta mère qui fait tout comme il faut". Il est l'un des modèles les plus demandé et populaire pour les publicités et les émissions en Corée.
Le 23 juin 2012, il a été l'un des porteurs de la torche pour les jeux olympiques d'été de Londres en 2012 choisi par Samsung,. Le 30 octobre 2012, la commission des élections nationale de Corée l'a nommé en tant qu'ambassadeur sur internet pour une campagne nationale juste et propre.
En 2022 il a été élu Ambassadeur honoraire du service fiscal national sud-coréen avec l'actrice Jo Bo Ah. Un titre décerné aux citoyens exemplaires qui payent leurs taxes.

## Service militaire
Le premier février 2016, Lee Seung-gi a commencé son service militaire de 21 mois en tant que soldat actif, il est entré au centre de recrutement et d'entrainement de Nonsan dans Chungcheongnam-do. Après l'entrainement de 5 semaines il a été assigné durant la cérémonie de fin d'entrainement aux forces spéciales de l'armée de l'air. Le 30 juin 2017, il a été nommé sergent. Il a fini son service militaire le 31 octobre 2017.

## Philanthropie
Lee Seung-gi s'est impliqué dans diverses activités philanthropiques. Depuis 2009, il a fait don de 1 million de wons par semaine aux familles qui apparaissaient dans l'émission "Field Report Companion" sur la chaine KBS, soit un total de 100 millions de wons (au moment de la publication de l'article). En plus des dons, Lee Seung-gi s'était également porté volontaire pour rechercher personnellement les familles et les aider.
Il a également participé à un événement caritatif avec une séance de dédicace avec des fans pour la lutte contre la faim dans le monde. L'événement a eu lieu à la succursale de Seoul Hongdae de Pizza Hut le 28 octobre 2012.
En 2013, Lee Seung-gi a fait don de 5,88 tonnes de riz à la ville de Nowon-gu, Séoul. Selon la ville, les 5,88 tonnes de riz données par Lee Seung-gi suffisent à nourrir 50 000 enfants. La ville a distribué le riz aux personnes défavorisées de la région.
En 2014, Lee Seung-gi a collaboré avec la société de divertissement 'CJ E&M' pour fournir une assistance à un événement de don de contenu éducatif pour les étudiantes à faible revenu aux États-Unis,.
En 2019, Lee Seung Gi a fait don de 100 millions de wons à l'hôpital Severance pour les frais médicaux des patients hospitalisés en rééducation. Le don a été utilisé pour fournir des fauteuils roulants, des prothèses de membres (ex: prothèse de jambe) et des assistances à la posture de 23 enfants et adolescents atteints de lésions de la moelle épinière. Le 27 janvier 2022, Lee Seung-gi a de nouveau fait un don de 100 millions de wons à l'hôpital.
En 2020, pour aider à la prévention de la COVID-19 et aider les enfants défavorisés en Corée du Sud, Lee Seung-gi a fait don de 100 millions de wons à 'Good Neighbours', une ONG humanitaire et de développement internationale.
En décembre 2022, Lee Seung-gi a fait don de 2 milliards de wons (environ 1,5 million d'euros) à l'hôpital 'Seoul National University Children'.

## Discographie

### Albums studio
- 2004 : The Dream Of A Moth (나방의 꿈)
- 2006 : Crazy for You (이별이야기)
- 2007 : Story Of Separation (이별 이야기)
- 2009 : Shadow
- 2011 : Tonight
- 2012 : Forest (숲) Mini Album
- 2015 : And...(그리고...)
- 2020 : The Project

### Repackaged
- 2007: Unfinished Story (아직 못 다한 이야기)
- 2010: Shadow

## Filmographie

### Films
| Année | Titre                           | Rôle          |
| ----- | ------------------------------- | ------------- |
| 2015  | Love Forecast                   | Kang Joon-soo |
| 2018  | The Princess and the Matchmaker | Seo Do-yoon   |

### Séries télévisées
| Année     | Titre                      | Titre original       | Rôle                     | Chaîne | Episodes          |
| --------- | -------------------------- | -------------------- | ------------------------ | ------ | ----------------- |
| 2005      | Nonstop 5                  |                      | Lee Seung gi             | MBC    | 1 - 193           |
| 2006      | The Infamous Chill Sisters | 소문난 칠공주        | Hwang Tae-ja             | KBS    | 1 - 80            |
| 2009      | Brilliant Legacy           | 찬란한 유산          | Sun Woo Hwan             | SBS    | 1 - 28            |
| 2010      | My Girlfriend is a Gumiho  | 내 여자친구는 구미호 | Cha Dae Woong            | SBS    | 1 - 16            |
| 2011      | The Greatest Love          | 최고의 사랑          | Lui-même                 | MBC    | Caméo (épisode 9) |
| 2012      | The King 2 Hearts          | 더킹 투하츠          | Lee Jae Ha               | MBC    | 1 - 20            |
| 2013      | Gu Family Book             | 구가의서 / 九家의 書 | Choi Kang-chi            | MBC    | 2 - 24            |
| 2014      | You're All Surrounded      | 너희들은 포위됐다    | Eun Dae-gu / Kim Ji-yong | SBS    | 1 - 20            |
| 2015      | The Producers              | 프로듀사             | Lui-même                 | KBS2   | Caméo (épisode 6) |
| 2017-2018 | A Korean Odyssey           | 화유기               | Son Oh Gong              | tvN    | 1 - 20            |
| 2019      | Vagabond                   | 배가본드             | Cha Dal Geon             | SBS    | 1 - 16            |
| 2021      | Mouse                      | 마우스               | Jeong Bareum             | tvN    | 2 - 20            |
| 2022      | The Law Cafe (en)          | 법대로 사랑하라      | Kim Jeong-ho             | KBS2   | 1 - 16            |

### Émissions de variétés

#### En tant que membre permanent
| Année     | Titre                                | Titre original       | Chaîne             | Episodes                                |
| --------- | ------------------------------------ | -------------------- | ------------------ | --------------------------------------- |
| 2007–2012 | 2 Days & 1 Night (en)                | 1박 2일              | KBS                | S1 (15 - 232)                           |
| 2013      | Sisters Over Flowers (en)            | 꽃보다 누나          | tvN                | 1 - 12                                  |
| 2015      | New Journey to the West (en)         | 신서유기             | Naver TVCast / tvN | S1 (1 - 23)                             |
| 2017–2023 | Master in the House (en)             | 집사부일체           | SBS                | 1 - 238                                 |
| 2019–2021 | Busted!                              | 범인은 바로 너 시즌2 | Netflix            | S2 (5 - 10) ; S3 (1 - 8)                |
| 2019      | Little Forest (TV series) (en)       | 리틀 포레스트        | SBS                | 1 - 16                                  |
| 2020      | Friday Joy Package                   | 금요일 금요일밤에    | tvN                | 1 - 11                                  |
| 2020      | Twogether (TV program) (en)          | Twogether            | Netflix            | 1 - 8                                   |
| 2020      | Hometown Flex (en)                   | 서울촌놈             | tvN                | 1 - 11                                  |
| 2021–2022 | Team Up 072 (en)                     | 편먹고 공치리        | SBS                | S1 (1 - 16) ; S2 (1 - 12) ; S3 (1 - 12) |
| 2021      | New World (South Korean series) (en) | 신세계로부터         | Netflix            | 1 - 8                                   |
| 2022      | Circle House (en)                    | 써클 하우스          | SBS                | 1 - 10                                  |
| 2023      | Brother Ramyeon                      | 형제라면             | TV CHOSUN          | 1-8                                     |
| 2023      | Strong Heart League                  | 강심장 리그          | SBS                | 1-12                                    |

#### En tant que présentateur
| Année   | Titre                                           | Titre original              | Chaîne |
| ------- | ----------------------------------------------- | --------------------------- | ------ |
| 2006    | Show! Music Core                                | 쇼! 음악중심                | MBC    |
| 2007    | Inkigayo                                        | 인기가요                    | SBS    |
| 2007    | SBS 2007 Love Sharing Concert                   | SBS 2007 사랑 나눔 콘서트   | SBS    |
| 2009    | "Shall We Dance?" Chuseok Special               | 추석 특집 쉘 위 댄스        | KBS2   |
| 2009–12 | Strong Heart                                    | 강심장                      | SBS    |
| 2010    | Field Report Companion (Ep. 138)                | 현장르포 동행               | KBS2   |
| 2015    | I Am Korea (Ep. 10)                             | 나는 대한민국               | KBS1   |
| 2018    | 32nd Golden Disc Awards                         | 골든디스크 시상식 (제32회 ) | JTBC   |
| 2018    | Produce 48                                      | 프로듀스 48                 | Mnet   |
| 2019    | 33rd Golden Disc Awards                         | 골든디스크 시상식 (제33회)  | JTBC   |
| 2020    | 34th Golden Disc Awards                         | 골든디스크 시상식 (제34회)  | JTBC   |
| 2020    | Sing Again (en)                                 | 싱어게인 - 무명가수전       | JTBC   |
| 2020    | 2020 SBS Entertainment Awards                   | SBS 연예대상 (14회)         | SBS    |
| 2021    | 35th Golden Disc Awards                         | 골든디스크 시상식 (제35회)  | JTBC   |
| 2021    | Loud (South Korean TV series) (en) (ep. 8 - 15) | 라우드                      | SBS    |
| 2021    | 2021 SBS Entertainment Awards                   | SBS 연예대상 (15회)         | SBS    |
| 2022    | 36th Golden Disc Awards                         | 골든디스크 시상식 (제36회)  | JTBC   |
| 2022    | Sing Again (en) (Saison 2)                      | 싱어게인 - 무명가수전       | JTBC   |
| 2023    | Peak Time                                       | Peak Time                   | JTBC   |
| 2023    | Sing Again (en) (Saison 3 )                     | 싱어게인 - 무명가수전       | JTBC   |
| 2024    | Starlight Boys                                  | 스타라이트보이즈            | SBS    |

#### En tant qu'invité
| Année | Titre                                 | Titre original            | Chaîne                         | Episodes  |
| ----- | ------------------------------------- | ------------------------- | ------------------------------ | --------- |
| 2003  | Kang Ho-Dong's Soulmates              | 강호동의 천생연분         | MBC                            |           |
| 2004  | X-Man                                 | X맨                       | SBS                            |           |
| 2006  | Heroine 6                             | 여걸식스                  | KBS2                           | 68 - 86   |
| 2009  | Lee Seunggi's Ideal Type World Cup    | 이승기의 이상형 월드컵    | KBS2                           |           |
| 2011  | Hoko Tate                             | ほこ×たて                 | Fuji TV                        |           |
| 2011  | SMAPxSMAP                             | SMAPxSMAP                 | Fuji TV                        |           |
| 2011  | You Hee-yeol's Sketchbook (en)        | 유희열의 스케치북         | KBS2                           | 122       |
| 2012  | You Hee-yeol's Sketchbook (en)        | 유희열의 스케치북         | KBS2                           | 129, 168  |
| 2012  | Mezamashi TV                          | Mezamashi TV              | Fuji TV                        |           |
| 2012  | Running Man (émission de télévision)  | 런닝맨                    | SBS                            | 120 - 121 |
| 2012  | Gag Concert                           | 개그콘서트                | KBS                            | 674       |
| 2013  | Running Man (émission de télévision)  | 런닝맨                    | SBS                            | 174       |
| 2014  | Healing Camp, Aren't You Happy        | 힐링캠프, 기쁘지 아니한가 | SBS                            | 134 - 135 |
| 2014  | Three Meals a Day (en)                | 삼시세끼                  | tvN                            | 9 - 10    |
| 2015  | You Hee-yeol's Sketchbook (en)        | 유희열의 스케치북         | KBS2                           | 278       |
| 2015  | Running Man (émission de télévision)  | 런닝맨                    | SBS                            | 228 - 229 |
| 2018  | Knowing Bros (en)                     | 아는 형님                 | JTBC                           | 124       |
| 2018  | My Little Old Boy (en)                | 미운 우리 새끼            | SBS                            | 102 - 103 |
| 2020  | Baek Jong-won's Alley Restaurant (en) | 백종원의 골목식당         | SBS                            | 131 - 132 |
| 2020  | Comedy Big League (en)                | 코미디빅리그              | tvN                            | 388       |
| 2020  | You Hee-yeol's Sketchbook (en)        | 유희열의 스케치북         | KBS2                           | 521       |
| 2020  | IU's Palette                          | 아이유의 팔레트           | 이지금 [IU Official] (Youtube) | 3         |
| 2021  | DoReMi Market (en)                    | 도레미 마켓               | tvN                            | 148       |
| 2021  | LeeSeunggi X LeeMinho                 | 이민호 X 이승기           | leeminho film (Youtube)        |           |
| 2021  | Knowing Bros (en)                     | 아는 형님                 | JTBC                           | 309       |
| 2023  | Parrain du divertissement Kyung-kyu   | 예능대부 갓경규           | 르크크 이경규 (Youtube)        | 3         |
| 2024  | Synchro U                             | 싱크로유                  | KBS                            | 1         |
| 2024  | LEEMUJINSERVICE                       | 리무진서비스              | KBS KPop (Youtube)             | 143       |
| 2024  | JAYKEEOUT                             | JAYKEEOUT                 | JAYKEEOUT (Youtube)            |           |
| 2024  | Begin Again Open Mic                  | 비긴어게인 오픈마이크     | Beginagain 비긴어게인          |           |

## Récompenses
| Année | Récompense |
| ----- | --- |
| 2004  | - Seoul Music Awards: Best Newcomer - SBS Music Awards: Best Newcomer - MBC Entertainment Awards: Special Singer Award |
| 2006  | - SBS Music Awards: Bonsang Award |
| 2008  | - Korea Entertainment Arts Awards: Best Male Singer - KBS Entertainment Awards: Popularity Award |
| 2009  | - M.net 20's Choice Awards: Hot Male Drama Star - Golden Disk Awards: Digital Single Bonsang Award - SBS Drama Awards: Best Couple, Excellence in Acting, Top 10 Stars Award |
| 2010  | - Golden Disk Awards: Digital Single Bonsang Award - MelOn Music Awards: Top 10 Artists Award, Special OST Award - KBS Entertainment Awards: Top Excellence MC Award, Netizens' Popularity Award, Top Excellence MC Award - SBS Drama Awards: Best Couple (avec Shin Min-ah), Top 10 Stars Award, Excellence in Acting |
| 2011  | - KBS Entertainment Awards: Grand Award - SBS Entertainment Awards : Netizens' Popularity Award, Top Excellence MC Award |
| 2012  | - Seoul Music Awards : Popularity Award, Bonsang Award - Gaon Chart K-POP Awards : Récompense du chanteur de l'année |
| 2013  | - Seoul Music Awards : "Popularity Award", Bonsang - Gaon Chart K-POP Awards : Récompense du chanteur de l'année - Mnet Asian Music Awards : Récompense de la meilleure performance vocale masculine - MBC Drama Awards : Grand Prize, Male Popularity Award, Best Couple Award |
| 2014  | - ASIA RAINBOW TV AWARDS : Récompense du meilleur acteur (pour Gu Family Book) - Seoul Senior Film Festival : "Polite Youth Actor Award" - Récompensé par le ministre de la Culture, des sports et du tourisme à la "Korean Popular Culture and Arts Awards". |
| 2015  | - Korean Movie Star Award : "Popularity Award" |
| 2018  | - Asia Artist Awards : Artiste de l'année et "Best Popular" dans la catégorie Acteur - SBS Entertainment Awards : Grand Prix (Daesang) |
| 2019  | - SBS Entertainment Awards : Récompense du meilleur travail d'équipe (pour 'Master in the House'), Producteur de l'année (pour 'Master in the House' et 'Little Forest') - Drama Awards : Récompense du meilleur couple (avec Bae Suzy pour Vagabond), Récompense du meilleur acteur dans une minisérie (pour Vagabond) |
| 2020  | - SBS Entertainment Awards : "Hot Star Award" - OTT (Over The Top) |
| 2021  | - Golden Disk Awards: Récompense de la meilleure ballade (Best Ballad Award) - Brand Customer Loyalty Awards: Male Vocalist - 57ème Baeksang Arts Awards : Meilleur performeur masculin de variété (Best Male Variety Performer) - Asia Artist Awards : Grand Prix (Daesang) - Catégorie Acteur de l'année dans une série TV - SBS Entertainment Awards : Récompense de l'Artiste de l'année ; Récompense du meilleur travail d'équipe (pour 'Master in the House') et Récompense donnée par les Producteurs (pour 'Master in the House', 'Loud' et 'Team Up 072') |
| 2022  | - 2022 KBS Drama Awards (en) : Grand Prix (Daesang) ; Récompense du meilleur couple (avec Lee Se-young pour 'The Law cafe') |